# Унгени (Молдавија)
Унгени је град и седиште Унгенског рејона. Преко реке Прут је повезан мостом са истоименим градом у Румунији, у округу Јаши, на другој обали реке. У граду се налази конзулат Румуније.

## Историја
Прво спомињање града јавља се у указу Стефана Великог и датира од 20. августа 1462. године. Железничка пруга између Унгенија и Кишињева је направљена 1875. године, од стране Русије док се припремала за Руско - турски рат. После Другог светског рата, пруга је представљала главну везу између Совјетског Савеза и Румуније.

## Медији
- Еуронова ТВ
- Унгени ТВ
- Радио Кишињев - 93,8 MHz
- Глас Бесарабије - 100,1 MHz

## Међународни односи
Унгени је побратимљен са:
- Ауце, Летонија
- Дмитровск, Русија
- Коњин, Пољска
- Регин, Румунија
- Васиљкив, Украјина
- Винстон-Сејлем, САД[3]
- Манкејто, САД
- Каскаис, Португалија

## Занимљивости
Железнички мост који повезује Румунију и Молдавију, који је 1876. оштећен у пролећним поплавама обнављао је Гистав Ајфел.